# Ray Patterson (basket)
Pour les articles homonymes, voir Ray Patterson.
Ray Patterson (15 janvier 1922 à Lafayette – 3 août 2011) est un ancien dirigeant américain de basket-ball de l'équipe NBA des Houston Rockets de 1972 à 1990. Durant les années 1940, il fut joueur de basket-ball professionnel pour les Flint Dow A.C.'s de National Basketball League.
Il fut nommé NBA Executive of the Year en 1977, les Rockets atteignant les Finales NBA en 1981 et 1986. Les principaux joueurs qu'il acquit furent Ralph Sampson en 1983 et Hakeem Olajuwon en 1984. Il quitta les Rockets en 1990 avec l'intention de devenir copropriétaire d'une équipe de la LNH à Houston, son fils, Steve lui succédant. Les rêves de NHL de Ray Patterson ne se sont jamais matérialisés, mais il contribua à fonder une franchise de la Ligue internationale de hockey, les Houston Aeros, en 1994.